# 三寶歌
《三寶歌》，又称《三皈依歌》， 是由太虚大师作词、弘一大师作曲的佛教歌曲。通常流传的说法，该歌创作于1930年，但也有证据显示1929年时词、曲即已经完成。这首歌最初是”泉州慈儿院“儿童早晚礼佛时的赞歌，后刊载于当时的佛教刊物《海潮音》而得到更广泛的流传，在現代更作為中國佛教界的教歌。法尊法师把歌词译成藏文使其传入康藏地区，尘空法师作《三宝歌广释》，对歌词内容和佛教术语作了解释。

## 歌词
歌词分三段，分别赞叹佛、法、僧三宝：

人天長夜，宇宙黮暗，誰啟以光明？ 三界火宅，眾苦煎迫，誰濟以安寧？ 大悲大智大雄力，南無佛陀耶！ 昭朗萬有，衽席群生，功德莫能名。 今乃知，唯此是，真正皈依處。 盡形壽，獻身命，信受勤奉行。
二諦總持，三學增上，恢恢法界身； 淨德既圓，染患斯寂，蕩蕩涅槃城！ 眾緣性空唯識現，南無達摩耶！ 理無不彰，蔽無不解，煥乎其大明。 今乃知，唯此是，真正皈依處。 盡形壽，獻身命，信受勤奉行。
依淨律儀，成妙和合，靈山遺芳型； 修行證果，弘法利世，焰續佛燈明。 三乘聖賢何濟濟，南無僧伽耶！ 統理大眾，一切無礙，住持正法城。 今乃知，唯此是，真正皈依處。 盡形壽，獻身命，信受勤奉行。

## 外部連結
- YouTube上的三宝歌轻快版